# Проспект (Орегон)
Проспект (англ. Prospect) — переписна місцевість (CDP) в США, в окрузі Джексон штату Орегон. Населення — 449 осіб (2020).

## Географія
Проспект розташований за координатами 42°45′17″ пн. ш. 122°28′16″ зх. д. / 42.75472° пн. ш. 122.47111° зх. д. (42.754675, -122.471115).  За даними Бюро перепису населення США в 2010 році переписна місцевість мала площу 9,08 км², з яких 9,07 км² — суходіл та 0,01 км² — водойми.

### Клімат
| Клімат : Проспект       | Клімат : Проспект | Клімат : Проспект | Клімат : Проспект | Клімат : Проспект | Клімат : Проспект | Клімат : Проспект | Клімат : Проспект | Клімат : Проспект | Клімат : Проспект | Клімат : Проспект | Клімат : Проспект | Клімат : Проспект | Клімат : Проспект |
| Показник                | Січ.              | Лют.              | Бер.              | Квіт.             | Трав.             | Черв.             | Лип.              | Серп.             | Вер.              | Жовт.             | Лист.             | Груд.             | Рік               |
| Абсолютний максимум, °C | 21,1              | 24,4              | 31,1              | 35,0              | 38,9              | 39,4              | 41,1              | 43,3              | 41,1              | 36,7              | 27,8              | 21,7              | 43,3              |
| Середній максимум, °C   | 7,7               | 10,5              | 13,2              | 16,6              | 20,9              | 24,8              | 30,3              | 30,2              | 26,6              | 20,0              | 11,8              | 7,7               | 18,3              |
| Середній мінімум, °C    | −2,6              | −1,7              | −0,9              | 0,7               | 3,4               | 6,2               | 8,5               | 7,7               | 5,1               | 2,1               | −0,2              | −2,1              | 2,2               |
| Абсолютний мінімум, °C  | −24,4             | −18,9             | −15               | −8,3              | −6,7              | −2,8              | −1,1              | −2,8              | −6,7              | −11,1             | −16,7             | −22,2             | −24,4             |
| Норма опадів, мм        | 158               | 119               | 110               | 78                | 63                | 36                | 11                | 14                | 33                | 84                | 160               | 170               | 1037              |
| Днів з опадами          | 16                | 15                | 16                | 13                | 10                | 6                 | 2                 | 2                 | 5                 | 9                 | 15                | 16                | 125,0             |
| ----------------------- | ----------------- | ----------------- | ----------------- | ----------------- | ----------------- | ----------------- | ----------------- | ----------------- | ----------------- | ----------------- | ----------------- | ----------------- | ----------------- |
| Джерело:                |                   |                   |                   |                   |                   |                   |                   |                   |                   |                   |                   |                   |                   |

## Демографія
Згідно з переписом 2010 року, у переписній місцевості мешкало 455 осіб у 203 домогосподарствах у складі 147 родин. Густота населення становила 50 осіб/км².  Було 247 помешкань (27/км²).
Расовий склад населення:
| - 89,7 % — білих - 3,7 % — корінних американців - 0,2 % — азіатів |

До двох чи більше рас належало 5,7 %. Частка іспаномовних становила 3,7 % від усіх жителів.
За віковим діапазоном населення розподілялося таким чином: 15,8 % — особи молодші 18 років, 59,1 % — особи у віці 18—64 років, 25,1 % — особи у віці 65 років та старші. Медіана віку мешканця становила 51,1 року. На 100 осіб жіночої статі у переписній місцевості припадало 104,0 чоловіків;  на 100 жінок у віці від 18 років та старших — 111,6 чоловіків також старших 18 років.
Середній дохід на одне домашнє господарство  становив 42 365 доларів США (медіана — 31 042), а середній дохід на одну сім'ю — 53 553 долари (медіана — 43 889). За межею бідності перебувало 28,5 % осіб, у тому числі 29,5 % дітей у віці до 18 років та 7,3 % осіб у віці 65 років та старших.
Цивільне працевлаштоване населення становило 180 осіб. Основні галузі зайнятості: мистецтво, розваги та відпочинок — 28,9 %, освіта, охорона здоров'я та соціальна допомога — 13,3 %, будівництво — 12,2 %.